# Podwójna wizja
Podwójna wizja (tytuł oryg. Shuang tong) – tajwańsko–hongkoński dreszczowiec kryminalny w reżyserii Chena Kuo-Fu, którego premiera odbyła się 20 maja 2002 roku.
Film oraz jego obsada otrzymali dziewięć nominacji i dwie nagrody. Był najdroższym filmem wyprodukowanym na Tajwanie.

## Obsada
Źródło: Filmweb

- David Morse – Kevin Richter
- Sihung Lung – ekspert Taoizmu
- Tony Leung Ka-fai – Huang Huo-tu
- Leon Dai – Li Feng-bo
- René Liu – Ching-fang
- Yang Kuei-mei – Coroner
- Brett Climo – seryjny zabójca
- Wei-Han Huang – Mei-Mei